# Società Sportiva Verbania 1970-1971
Questa voce raccoglie le informazioni riguardanti la Società Sportiva Verbania nelle competizioni ufficiali della stagione 1970-1971.

## Rosa
| N. |                   | Ruolo | Calciatore          |
| -- | ----------------- | ----- | ------------------- |
|    | Italia (bandiera) | C     | Osvaldo Bagnoli     |
|    | Italia (bandiera) | P     | Vittorio Barovero   |
|    | Italia (bandiera) | D     | Gian Carlo Bergamo  |
|    | Italia (bandiera) | D     | Enrico Bernocchi    |
|    | Italia (bandiera) | A     | Sergio Bianchi      |
|    | Italia (bandiera) | C     | Cesare Butti        |
|    | Italia (bandiera) | D     | Maurizio De Stefani |
|    | Italia (bandiera) | P     | Achille Fellini     |
|    | Italia (bandiera) | D     | Rinaldo Galimberti  |
|    | Italia (bandiera) | D     | Germano Giannini    |

| N. |                   | Ruolo | Calciatore        |
| -- | ----------------- | ----- | ----------------- |
|    | Italia (bandiera) | A     | Pier Luigi Gini   |
|    | Italia (bandiera) | C     | Mario Guidetti    |
|    | Italia (bandiera) | A     | Giacomo Libera    |
|    | Italia (bandiera) | A     | Claudio Maioni    |
|    | Italia (bandiera) | C     | Angelo Marforio   |
|    | Italia (bandiera) |       | Ortolan           |
|    | Italia (bandiera) | D     | Mauro Sadocco     |
|    | Italia (bandiera) | D     | Roberto Salvadori |
|    | Italia (bandiera) | A     | Angelo Signorelli |
|    | Italia (bandiera) | D     | Giorgio Valmassoi |